# Элиз Нокс
Элиз Нокс (англ. Elyse Knox, урождённая Элзи Лиллиан Корнбрат (англ. Elsie Lillian Kornbrath ), 14 декабря 1917 — 16 февраля 2012) — американская актриса, фотомодель и дизайнер одежды.

## Биография
Родилась в Коннектикуте в семье австрийский иммигрантов Минни и Фредерика Корнбрата. В юности посещала школу моды на Манхэттена, после окончания которой начала карьеру в качестве дизайнера одежды. В то же время она часто выступала манекенщицей собственных нарядов для журнала «Vogue». Благодаря частому появлению на страницах модного журнала, она привлекла внимание киностудии, с которой в «Twentieth Century Fox» заключила контракт. В начале 1940-х годов, после ряда ролей в массовке, Нокс переместилась на роли второго плана, появившись в картинах «Лиллиан Расселл» (1940), «Гробница мумии» (1942) и «Дон Уислоу из Береговой охраны» (1943). В годы Второй мировой войны актриса появлялась на обложке армейского журнала «Yank» в качестве девушки пинап. Актёрская карьеры Нокс продолжалась до 1949 года, включив в себя в общей сложности 33 роли в различных кинокартинах.
В начале 1940-х Элиз Нокс познакомилась со звездой футбола Томом Хэрмоном, и дело дошло уже до свадьбы, но Хэрмон вступил в Авиационный корпус армии США и отправился на фронт. В 1942 году, не став его дожидаться, актриса вышла замуж за фотографа Пола Хессе, брак с которым оказался недолгим и завершился разводом год спустя. В 1944 году, после возвращения Хэрмона с войны, Нокс вновь сблизилась с ним и в том же году состоялась их свадьба. У пары родилось трое детей, младший из которых — Марк Хэрмон, как и мать стал актёром. Их брак продлился до смерти Хэрмона в 1990 году. Элиз Нокс умерла в 2012 году в своём доме в Лос-Анджелесе в возрасте 94 лет.